# Герб Софии
Герб Софии представляет собой официальную символику столицы Болгарии.

## Описание
Герб представляет собой вырезной геральдический щит, основное поле которого разделено на 4 равнозначные части. В верхней правой части изображена святая София. В верхней левой части изображён фасад собора Святой Софии. В нижней правой части изображена гора Витоши. В левой нижней части изображён древний храм Аполлона.  На вершине герба изображена башенная корона. Корона олицетворяет собой статус города как столицы государства, а также является символическим выражением его силы и стойкости. В качестве щитодержателей выступают две зеленые ветви лавра. В нижней части герба нанесена надпись «РАСТЕ, НО НЕ СТАРѢЕ», которая переводится как «РАСТЕТ, НО НЕ СТАРЕЕТ».

## История
В 1940-х годах упрощенную версию герба Софии разработал Борис Ангелушев.
В период правления в стране коммунистической партии на гербе также изображалась красная пятиконечная звезда. Современный городской герб Софии был утвержден в 1900 году, его проект был создан студентом Рисовального училища X. Тачева.